# Alinghuizen
Alinghuizen (Gronings: Allenhoezen), vroeger Aldingehuisen genoemd, is een buurtschap van drie boerderijen aan de weg Klein Garnwerd in de gemeente Het Hogeland in de Nederlandse provincie Groningen, gelegen tussen de buurtschap Klein Garnwerd en het dorp Winsum. Het behoort feitelijk tot Klein Garnwerd. Alinghuizen ligt net als Klein Garnwerd en De Raken in 'De Hoek' of 'Winsumerhoek', een stuk land dat tot het graven van het Garnwerder Rak in 1629 aan westzijde van het Reitdiep lag. De oude loop is nog herkenbaar in het landschap als het Oude Diepje.
Op de plek van de twee centrale boerderijen van Alinghuizen zijn resten van een vlaknederzetting gevonden. Ook werd er een wierde aangelegd die nu nog 1,2 meter tot 2,08 meter boven NAP uitsteekt. Bij opgravingen in 1994 werd op kwelderniveau een wand van een vroegmiddeleeuws plaggenhuis gevonden en een laatmiddeleeuwse waterput. Na de bedijking van de Hunze liet het klooster Aduard (net als bij Schilligeham) een voorwerk op de wierde bouwen. In de 19e eeuw werd gesproken over de aanwezigheid van een middeleeuws kerkhof, waarbij mogelijk ook een kapel zou hebben gestaan. Van het oude voorwerk resteert alleen nog een stuk van de singel met binnen- en buitengracht aan noordzijde van het terrein.
Vanaf Alinghuizen loopt een kerkpad naar de Reitdiepsdijk. Het pad maakte tot 1999 deel uit van het Pieterpad. Het pad was voor de ruilverkaveling openbaar.

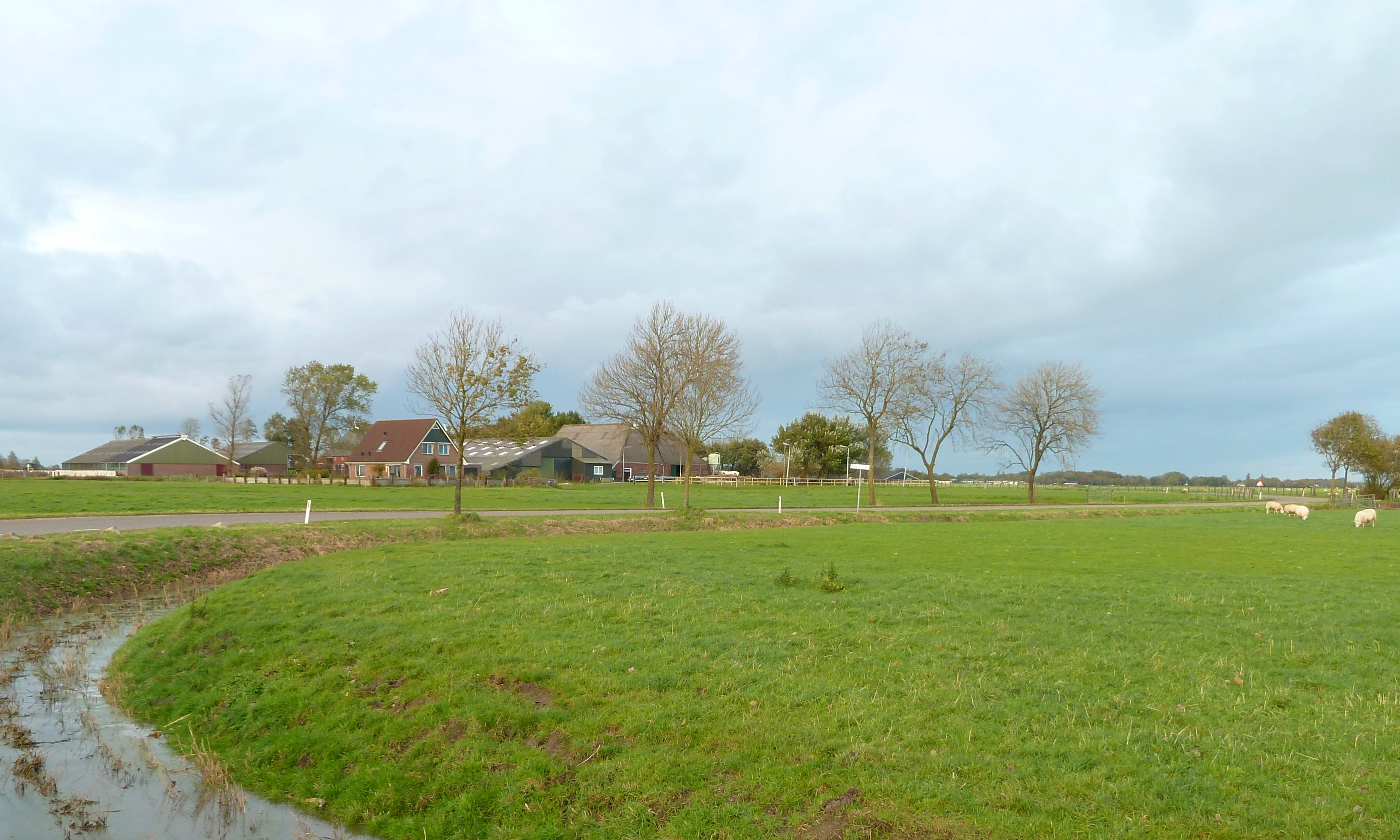
Vanaf Garnwerd/Klein Garnwerd: Links een van de boerderijen
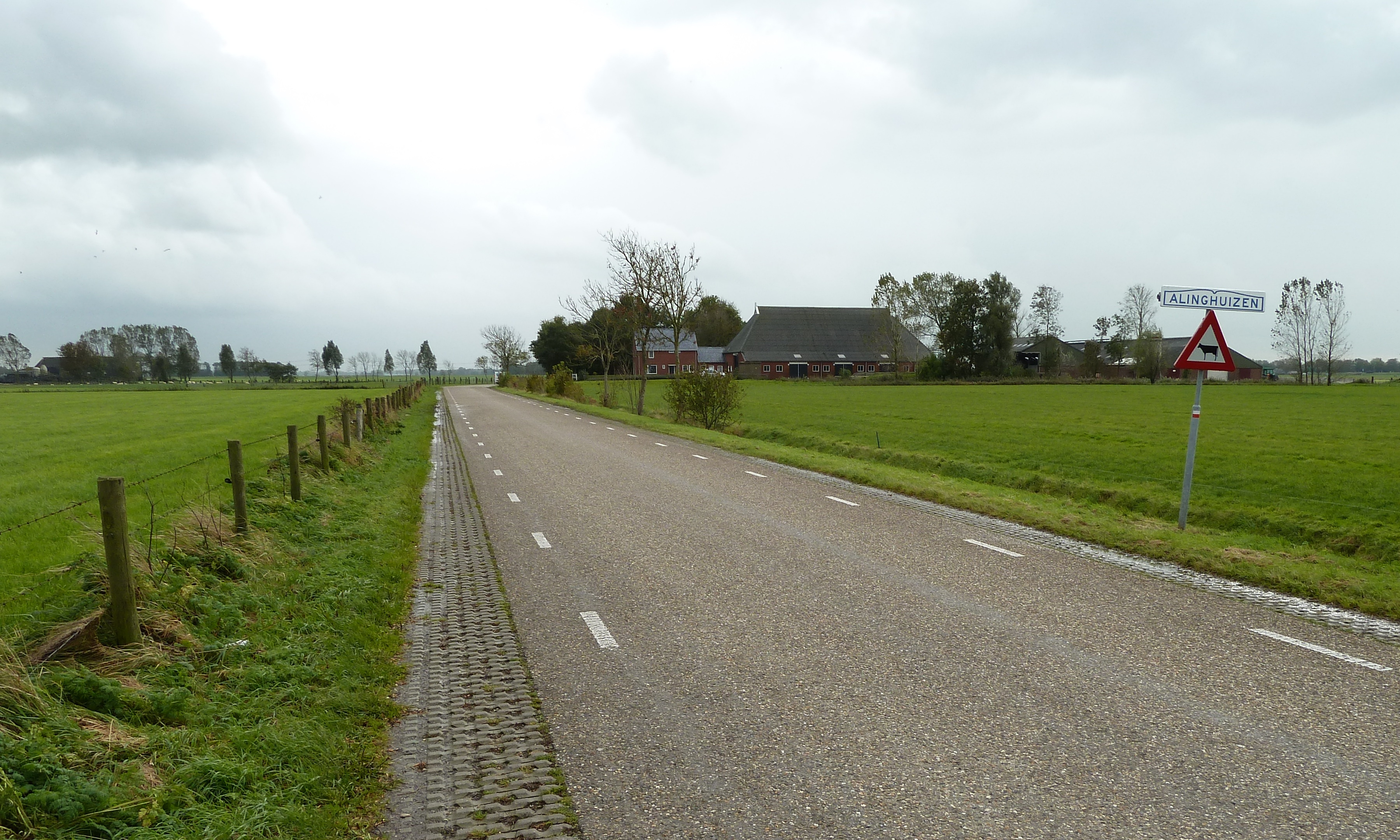
Vanaf Winsum: Links en rechts de twee andere boerderijen
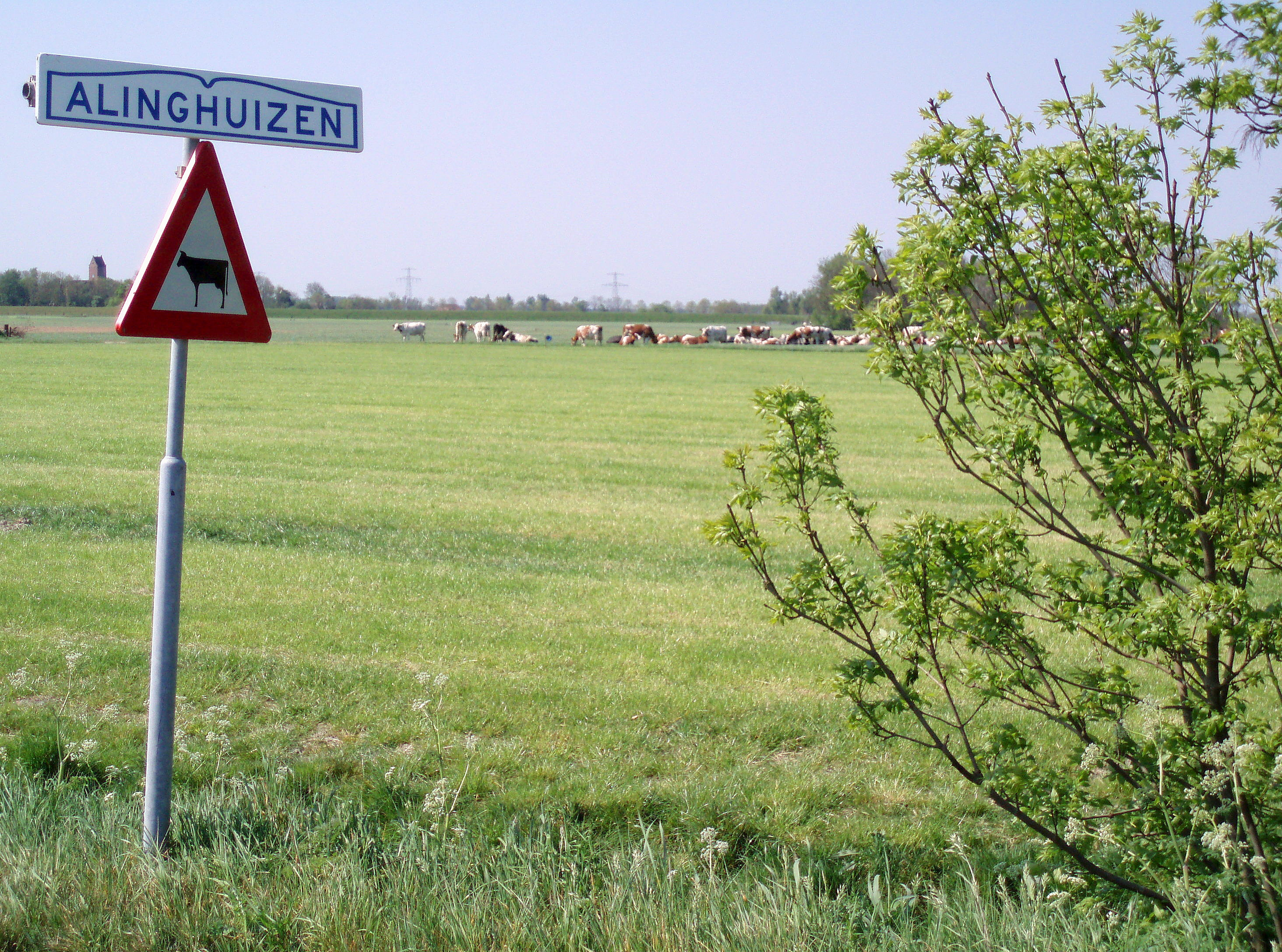
Het landelijke Alinghuizen

Hoofdplaats: Uithuizen

Dorpen: Adorp · Den Andel · Baflo · Bedum · Eenrum · Eppenhuizen · Hornhuizen · Houwerzijl · Kantens · Kloosterburen · 't Lage van de Weg · Lauwersoog · Leens · Leenstertillen · Lutjewolde · Mensingeweer · Molenrij · Niekerk · Noordwolde · Oldenzijl · Onderdendam · Onderwierum · Oosteinde · Oosternieland · Pieterburen · Rasquert · Rodewolt · Roodeschool · Rottum · Saaxumhuizen · Sauwerd · Startenhuizen (deels) · Stitswerd · Tinallinge · Uithuizermeeden · Ulrum · Usquert · Vliedorp · Vierhuizen · Warffum · Warfhuizen · Wehe-den Hoorn · Westerdijkshorn · Westernieland · Wetsinge · Winsum · Zandeweer · Zoutkamp · Zuidwolde · Zuurdijk

Buurtschappen, gehuchten, wierden en buurten: 1e Nijhoezen · 2e Nijhoezen · 't Aagt · Abbeweer · Alinghuizen · Arwerd · Barnegaten · Bellingeweer · Bethlehem · Beusum · Bokum · Breede · Broek · Het Bultje · De Dingen · De Raken · De Vennen · Den Haver · Deikum · Doodstil · Douwen · Duisterwinkel · Eelswerd · Eemshaven · Elens · Ellerhuizen · Ernstheem · Ewer · Grijssloot · Groot Maarslag · Groot Wetsinge · De Haar · Hammeland · Den Hander · Harssens · Hefswal · Hekkum · Helwerd · Heuvelderij · Hiddingezijl · Holwinde · De Hoogte · De Horn · De Houw · 't Houweel · De Hucht · Kaakhorn · Katershorn · Kattenburg · Klei · Kleine Huisjes · Klein Garnwerd · Klein Maarslag · Klein Wetsinge · Kolham · Koningslaagte · Koningsoord · De Knijp · Kruisweg · Lutje Marne · Lutke Saaxum · Maarhuizen · (Marnehuizen) · Menkeweer · Menneweer · Midhalm · Midhuizen · Mollenhuizen · Nijenklooster · Noordpolder · Noordpolderzijl · Obergum · Oldenzijl · Oldorp · Oosterhorn · Oosterhuizen (Eenrum) · Oosterhuizen (Zuidwolde) · Oudedijk · Oudeschip · Paapstil · Panser · Plattenburg · Polen · Ranum · Reidland · Roodehaan · Schapehals · Schaphalsterzijl · Schilligeham · Schouwen · Schouwerzijl · Sint Annerhuisjes · 't Stort · De Streek · Takkebos · Ter Laan · Tijum · Valcum · Valom · Wadwerd · Walsweer · Westerhorn (De Marne) · Westerhorn (Hogeland) · Westerklooster · Westpolder · Wierhuizen · Wierum · 't Wildeveld · Willemsstreek · Zevenhuizen